# Litoria microbelos
Litoria microbelos är en groddjursart som först beskrevs av Harold Cogger 1966.  Litoria microbelos ingår i släktet Litoria och familjen lövgrodor. IUCN kategoriserar arten globalt som livskraftig. Inga underarter finns listade i Catalogue of Life.